# Турянский, Сергей Миронович
Серге́й Миро́нович Туря́нский (укр. Сергій Миронович Турянський; род. 25 мая 1962, Коломыя, Станиславская область) — советский и украинский футболист, нападающий. Выступал за сборную Украины.

## Карьера

### В клубе
Игровую карьеру начал в клубе 2-й лиги «Автомобилист» (Тирасполь). В 1983 был зачислен в клуб-дебютант высшей лиги кишинёвский «Нистру», где провел весь сезон (19 матчей, 2 мяча).
1984 год провел за СКА «Карпаты». В 1985-88 играл за «Прикарпатье», в 1988 часть сезона провел в клубе 1-й лиги Таврия. В 1989 вернулся в «Прикарпатье», где провел ещё один сезон. Следующий сезон провёл в [винницкой «Ниве».
В 1990—1992 выступал во 2-м венгерском дивизионе за клуб «Ньиредьхаза» из одноименного города, после чего снова вернулся в Украину.
Сезон 1992-93 провел в любительском «Хутровике» из Тысменицы. В 1993—1996 играл за «Прикарпатье». В 1997 году вернулся ФК «Тысменица», за который провёл 7 игр во второй лиге чемпионата Украины. В дальнейшем карьеру продолжил в «Ниве» из Тернополя.

### В сборной
Единственную игру за сборную Украины сыграл 15 марта 1994 года против сборной Израиля (0:1). Вышел на поле на 68-й минуте матча, заменив Сергея Коновалова. Получил в матче жёлтую карточку.

### Тренерская
В 2000-01 был главным тренером клуба «Прикарпатье».